# Henri Gouhier
Pour les articles homonymes, voir Gouhier.
Henri Gouhier, né le 5 décembre 1898 à Auxerre et mort le 31 mars 1994 à Paris 15e, est un philosophe, historien de la philosophie et critique dramatique français.
Henri Gouhier est un historien d'inspiration chrétienne. Il s'est particulièrement intéressé en philosophie au cartésianisme, à la métaphysique et au spiritualisme français.
Son œuvre considérable a inspiré le théologien jésuite Henri de Lubac lorsqu’il a écrit en 1944, en pleine Seconde Guerre mondiale, Le Drame de l'humanisme athée.

## Biographie
Il naît en 1898 à Auxerre dans un milieu plutôt modeste. Il suit les cours de la khâgne militaire de Strasbourg et entre à l'ENS par le concours dit "de l'armistice" en 1919 : il fait partie de la promotion spéciale des démobilisés qui vient compléter la promotion normale. Élève à l’École normale supérieure, il y crée la revue éphémère Le Monde où Lanson nuit, au titre inspiré par Le Monde où l'on s'ennuie d'Édouard Pailleron, et faisant référence à Gustave Lanson, le directeur de l'École à l'époque.
Cacique de l'agrégation de philosophie en 1921, diplômé de l'École pratique des hautes études, section des sciences religieuses, en 1923, et docteur ès lettres en 1926.
Il est professeur de philosophie au lycée de Troyes en 1925, à la Faculté des lettres de l'université de Lille en 1929 et de Bordeaux en 1940, il est fugacement tenté par la politique, puis devient professeur à la Sorbonne de 1941 à 1968 tenant la Chaire d'histoire de la pensée religieuse en France depuis le XVIIe siècle, et docteur honoris causa des universités de Genève (1975) et de Rome[Laquelle ?].
Il est élu membre de l’Académie des sciences morales et politiques en 1961, membre associé de l’Académie royale de Belgique en 1970, élu à l’Académie française en 1979 au fauteuil d'Étienne Gilson (qui avait été son maître), membre étranger de l’Accademia nazionale dei Lincei en 1981, membre correspondant de l'Académie royale des sciences morales et politiques de Madrid en 1989.
Il épousa en 1928 Marianne Moyse (1903-1948) et en 1950 Marie-Louise Dufour (1920-2014).

## Œuvre philosophique
Dans le domaine de la philosophie, Henri Gouhier s'est essentiellement consacré à la philosophie française entre Descartes et Bergson. Dans une lettre qu'il lui adressa le 7 novembre 1920, Étienne Gilson lui a demandé de « combler l’entre-deux entre Descartes et saint Thomas ». Henri Gouhier n’a pas suivi cette injonction, et ses intérêts l’ont porté au contraire vers l’étude de la période moderne.

## Ouvrages
- 1924 La Pensée religieuse de Descartes  (Vrin), Prix Maurice Trubert de l'Académie française
- 1926 La Philosophie de Malebranche et son expérience religieuse (Vrin)
- 1926 La Vocation de Malebranche (Vrin)
- 1928 Notre ami Maurice Barrès (Aubier)
- 1929 Malebranche, Méditations chrétiennes (Aubier)
- 1929 Malebranche, Textes et Commentaires (Gabalda)
- 1931 La Vie d’Auguste Comte (Gallimard ; Vrin , 1997)
- 1933 La Jeunesse d’Auguste Comte et la formation du positivisme. Tome 1 : Sous le signe de la liberté (Vrin)
- 1936 La Jeunesse d’Auguste Comte et la formation du positivisme. Tome 2 : Saint-Simon jusqu’à la Restauration (Vrin)
- 1937 Essais sur Descartes, réédité en 1973 (traduction japonaise, 1985) (Vrin)
- 1941 La Jeunesse d’Auguste Comte et la formation du positivisme. Tome 3 : Auguste Comte et Saint-Simon (Vrin)
- 1942 Maine de Biran, Œuvres choisies, avec introduction et notes. (Aubier)
- 1943 Auguste Comte, Œuvres choisies, avec introduction et notes. (Aubier)
- 1943 La Philosophie et son histoire (Vrin)
- 1943 L’Essence du théâtre (traduction espagnole, 1954 ; japonaise, 1976) (Plon)
- 1947 Les Conversions de Maine de Biran (Vrin)
- 1952 Le Théâtre et l’Existence (Aubier)
- 1952 L’Histoire et sa philosophie (Vrin)
- 1954 Maine de Biran, journal, édition intégrale. (La Baconnière)
- 1958 L’Œuvre théâtrale (traduction espagnole, Buenos Aires, 1978) (Flammarion)
- 1958 Les Premières Pensées de Descartes, Contribution à l’histoire de l’Anti-Renaissance (Vrin)
- 1959 Œuvres de Malebranche, en collaboration avec A. Robinet (Vrin)
- 1961 Bergson et le Christ des Évangiles (traduction italienne, 1967) (Fayard)
- 1961 La Pensée métaphysique de Descartes (Vrin)
- 1966 Les Grandes Avenues de la pensée philosophique en France depuis Descartes (Publications universitaires de Louvain)
- 1966 Pascal, les Provinciales, préface : La Tragédie des Provinciales (Le Livre de poche)
- 1966 Pascal, Commentaires  (Vrin)
- 1966 Maine de Biran, De l’existence, Textes inédits (Vrin)
- 1967 Benjamin Constant, Les Écrivains devant Dieu (Desclée de Brouwer)
- 1968 Jean-Jacques Rousseau, Lettre à Voltaire, Lettres morales, Lettre à Christophe de Beaumont, archevêque de paris, Lettre à M. de Franquières dans œuvres complètes de Jean-Jacques Rousseau, tome IV. (Bibliothèque de la Pléiade)
- 1970 Les Méditations métaphysiques de Jean-Jacques Rousseau (Vrin)
- 1970 Maine de Biran par lui-même (Le Seuil)
- 1971 Le Combat de Marie Noël (Stock)
- 1972 Renan auteur dramatique (Vrin)
- 1973 Descartes, Essais sur le Discours de la Méthode, la Morale et la Métaphysique (traduction japonaise, 1985) (Vrin)
- 1974 Pascal et les humanistes chrétiens. L’affaire Saint-Ange (Vrin)
- 1974 Antonin Artaud et l’essence du théâtre (Vrin)
- 1976 Filosofia e Religione in Jean-Jacques Rousseau, traduction par Maria Garin (Laterza)
- 1976 Études d’histoire de la philosophie française (Hildesheim, New York)
- 1977 Fénelon philosophe (Vrin)
- 1978 Cartésianisme et Augustinisme au XVIIe siècle (Vrin)
- 1980 Études sur l’histoire des idées en France depuis le XVIIe siècle (Vrin)
- 1983 Rousseau et Voltaire, portraits dans deux miroirs (Vrin)
- 1986 Blaise Pascal, conversion et apologétique (Vrin)
- 1987 La Philosophie d’Auguste Comte, esquisses (Vrin)
- 1987 L’Anti-Humanisme au XVIIe siècle (Vrin)
- 1989 Le Théâtre et les arts à deux temps (Flammarion)
- 1989 Bergson dans l’histoire de la pensée occidentale (Vrin)
- 1989 Benjamin Constant devant la religion (Desclée de Brouwer)
- 1992 Trois essais sur Étienne Gilson (Vrin)